# Caspar Faber (Kirchenlieddichter)
Caspar Faber (auch Caspar Schmitt, genannt Gasparus Faber oder Farinopolitanus („Mehlrichstädter“), * um 1515 in Mellrichstadt; † 1575) war ein deutscher evangelisch-lutherischer Prediger und Autor geistlicher Lieder.

## Leben
Faber immatrikulierte sich im Jahr 1540 an der Universität Wittenberg und studierte unter anderem bei Martin Luther Theologie. Seine erste Anstellung fand er in Harzgerode; 1562 wechselte er nach Güntersberge im Harz, um im Eichsfeld seine Laufbahn als Pfarrer zu beschließen. Faber trat in seinem Werk Einfeltige vnd kurtze Erinnerung vom Sabbathsteuffel für die Heiligung des Sonntags (Sonntagsgebot) ein, den er frei von Festen und Feierlichkeiten jeder Art halten wollte. Er griff „Papisten“, Reformierte, „Enthusiasten“, d. h. ‚Wiedertäufer‘ stark an, welche „schon durch ihren Kultus den geheiligten Tag entweihen“ würden. Max Osborn merkt an, dass Fabers Ansichten „ein ultra-orthodoxes System starrsten Puritanertums“ darstellen.
Faber betätigte sich neben seinem Wirken als Prediger auch als Dichter geistlicher Lieder, von denen 15 seinem oben genannten Werk angehängt sind. Die Lieder sind in einem volkstümlichen Ton gehalten und bestehen zum Teil aus Umdichtungen oder Variationen einiger Lieder Martin Luthers.

## Werke
- Einfeltige vnd kurtze Erinnerung vom Sabbathsteuffel, Oberursel 1572 (Zweite Auflage; Erste Auflage 1567 urn:nbn:de:gbv:3:1-232411, PDF).